# Kurisowe
Kurisowe (ukr. Курісове, do 2016 Petriwka, ukr. Петрівка) – wieś na Ukrainie, w obwodzie odeskim, w rejonie berezowskim, siedziba hromady. W 2001 liczyła 3676 mieszkańców, spośród których 3304 wskazało jako ojczysty język ukraiński, 298 rosyjski, 15 mołdawski, 1 rumuński, 43 bułgarski, 1 białoruski, 2 ormiański, 7 gagauski, 2 polski, a 3 inny.